# Kolumbijská kuchyně

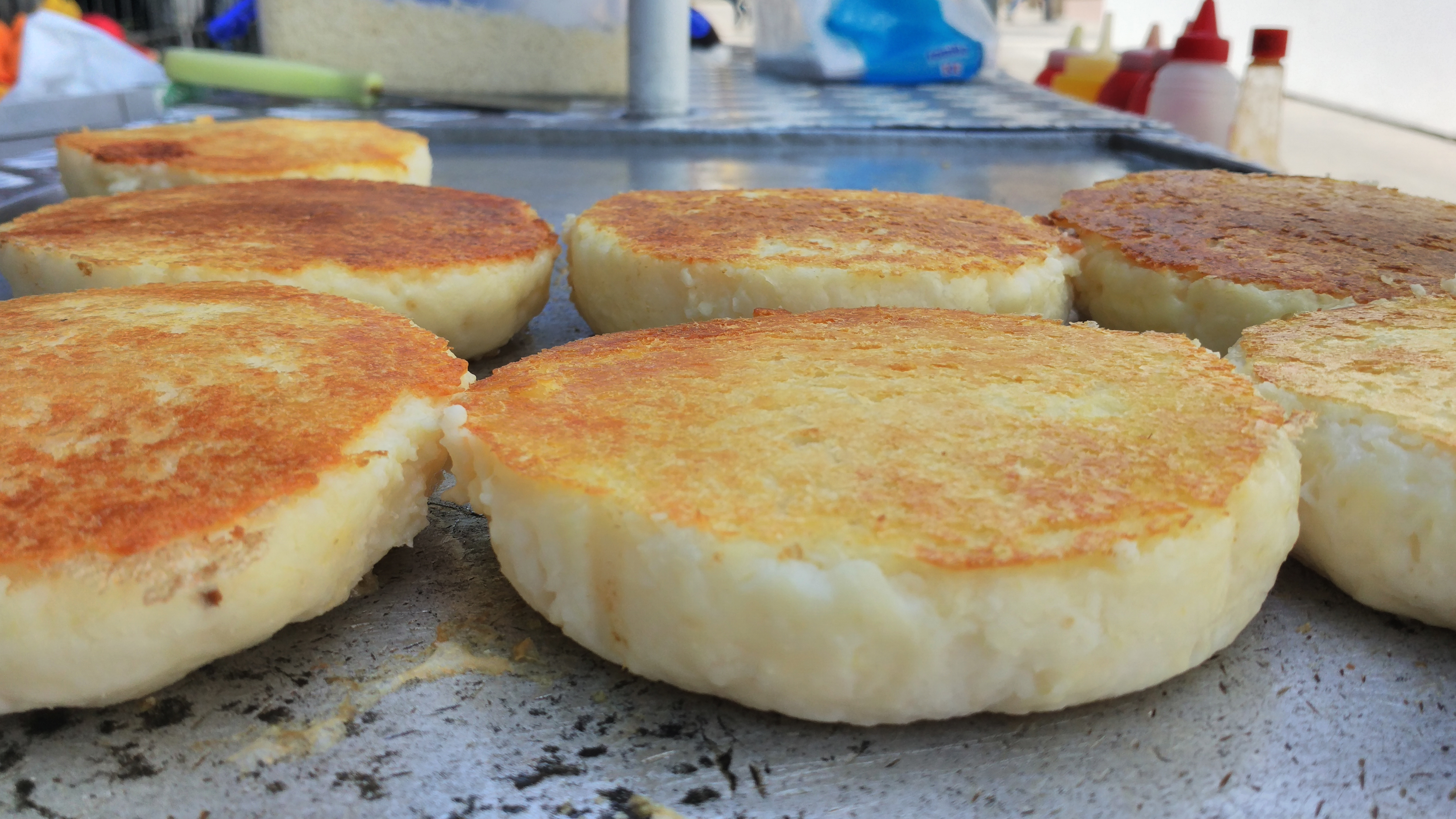
Arepas

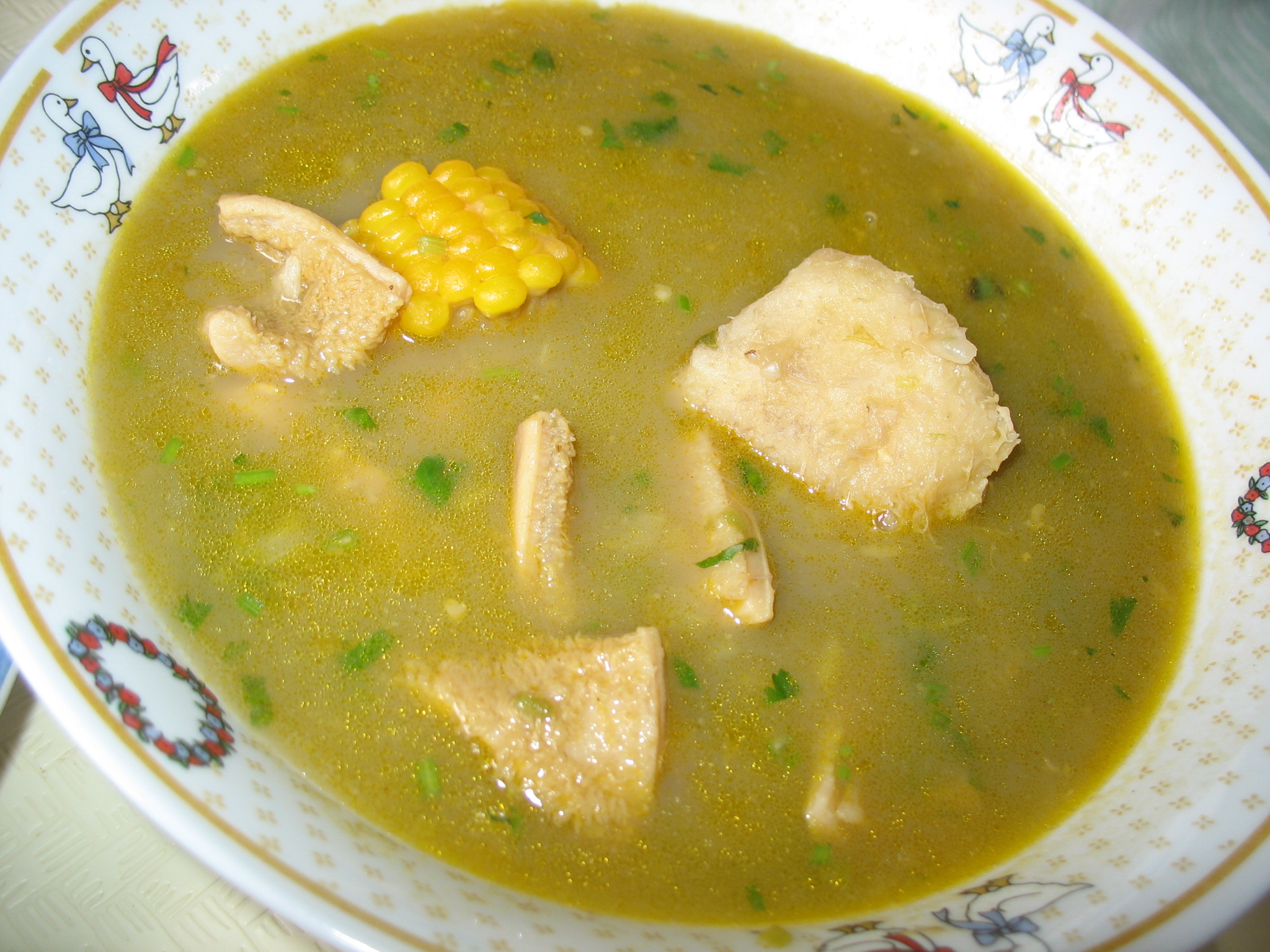
Sancocho

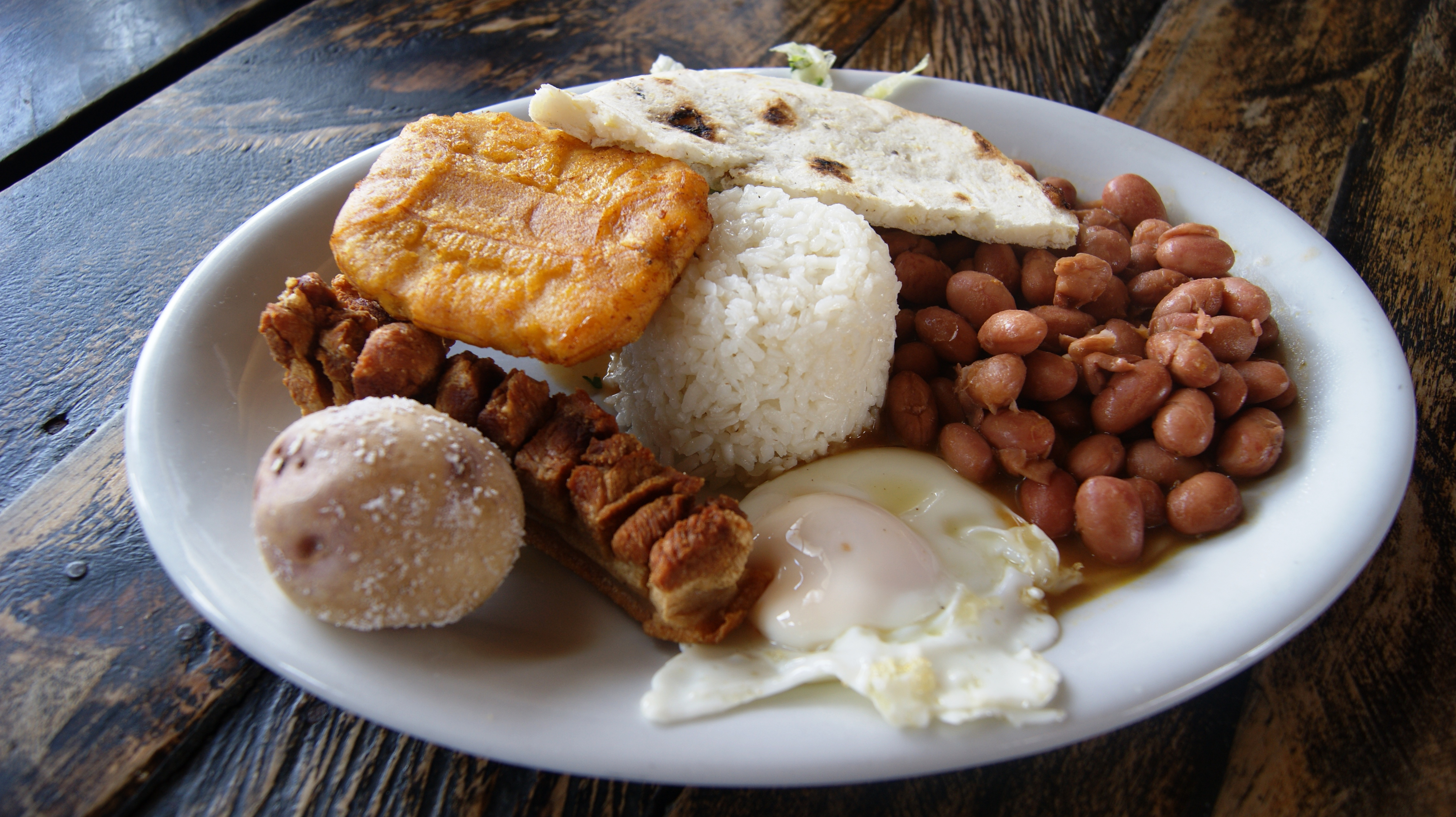
Bandeja paisa

Kolumbijská kuchyně (španělsky: Gastronomía de Colombia) je směsí vlivů kuchyně kolumbijských Indiánů, španělské kuchyně, africké kuchyně, karibské kuchyně a v některých oblastech i arabské kuchyně. Kvůli vysoké biodiverzitě Kolumbie se kuchyně v každém regionu liší.

## Příklady kolumbijských pokrmů
Příklady kolumbijských pokrmů:
- Arepa, placka z kukuřičné mouky používaná jako příloha
- Sancocho, polévka z vývaru, zeleniny, manioku a plantainů
- Bandeja paisa, směs fazolí, rýže, masa, klobás a zeleniny
- Ajiaco, polévka z brambor, kuřecího masa a pěťouru
- Lechona, prase nadívané hrachorem, opékané vcelku
- Mote de queso, polévka ze sýra a batátů (sladkých brambor)[2]
- Tamales, kukuřičné těsto naplněné masem a zeleninou, zabalené v banánovém listě
- Empanada, plněná kapsa z těsta

## Příklady kolumbijských nápojů
Příklady kolumbijských nápojů:
- Tinto, černá slazená káva
- Aguardiente, alkoholický nápoj z cukrové třtiny
- Canelazo, nápoj aguardiente a koření, někdy i podávaný teplý
- Chica, kukuřičné pivo
- Horká čokoláda